# 橘霉素
橘霉素是一种真菌毒素，化学式为C13H14O5。它是真菌产生的二次代谢产物，会污染长期储存的食品，并引起不同的毒性作用，如肾毒性、肝毒性和细胞毒性。橘霉素主要存在于储存的谷物中，但有时也存在于水果和其他植物产品中。
它最初于1930年代经H. Raistrick和A.C. Hetherington发现。